# ダラム大聖堂

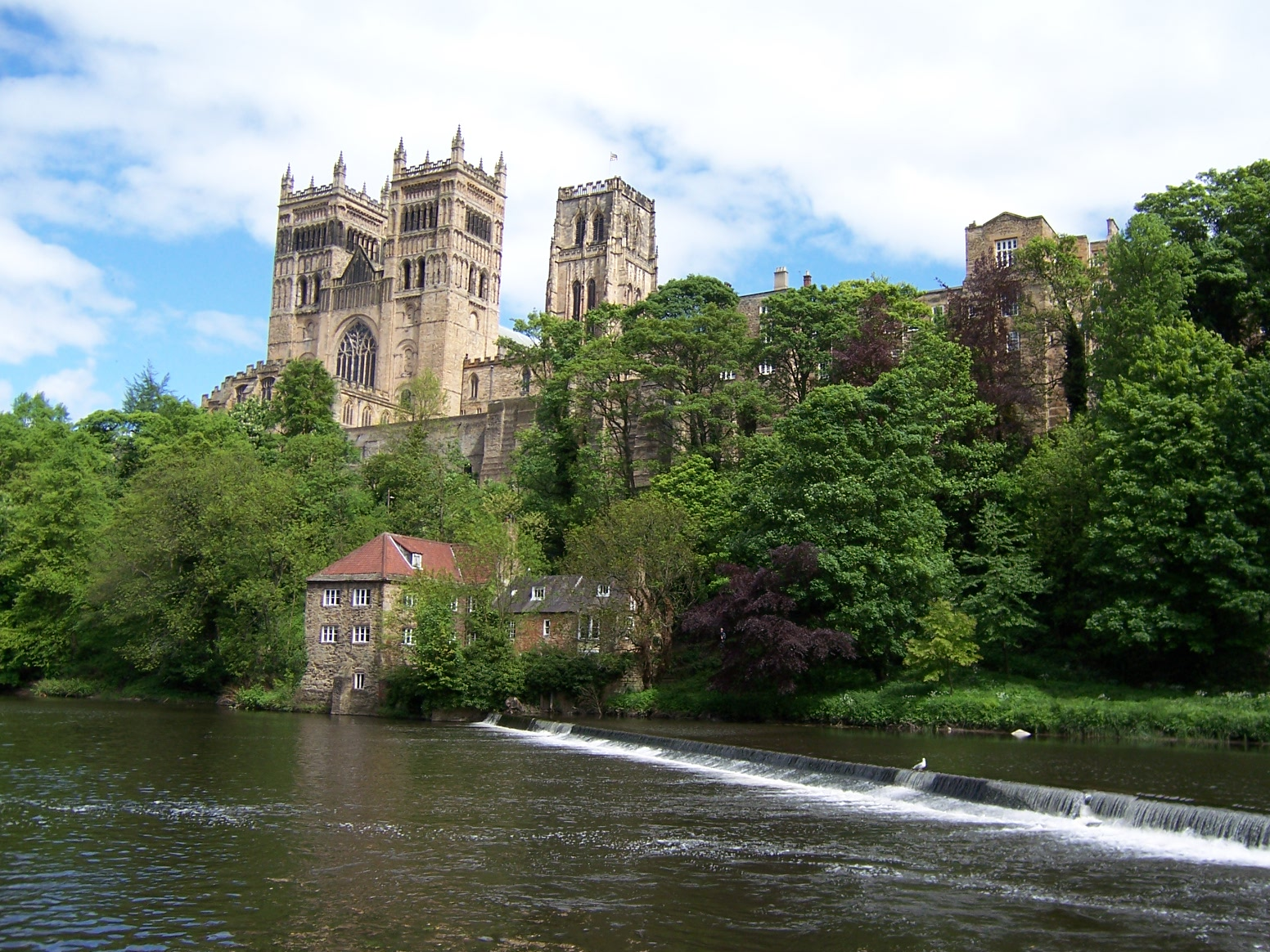
ウェア川から見た大聖堂

ダラム大聖堂（ダラムだいせいどう、Durham Cathedral）は、イングランド北東部のダラム州ダラム市にあるイングランド教会ダラム教区の主教座大聖堂である。

## 概要
イングランド北東部、ダラム州ダラム市にあるダラム大聖堂は1093年に創建され、今もなおキリスト教信仰の中心地としての地位を保っている。この大聖堂は、ノルマン様式の教会としてはヨーロッパで最も精巧な建築物の例とされており、ユネスコにより、そばに立つダラム城と共に世界遺産に登録されている。大聖堂とダラム城はウェア川を見下ろす崖の上に建てられており、パレス・グリーンと呼ばれる緑地を挟んで向かい合っている。なお、ダラム大聖堂とダラム城は、1986年、英国で最初に世界遺産に登録された場所の一つであり、英国屈指の歴史的建造物・文化遺産である。ダラム大聖堂は、ダラム大学の入学式・卒業式で使用され、ダラム城はダラム大学のカレッジの一つ、University Collegeの施設としても使用されている。

## 祭祀物等
ダラム大聖堂は、教会の建物とリンディスファーン島（現在のイングランド北東部にあたるノーザンブリアの沖にある島で、聖域とされた）の聖人リンデスファーンのカスバート（7世紀）の聖遺物を保有しており、一般公開されている。また、聖オズワルドの頭部と聖ベーダの遺体も安置されている。さらに、325段ある階段を上ると、高さ66メートルの塔の最上階にたどり着く。そこからはダラムの街と周辺地域の眺望を楽しむことができる。

## 地位
ダラムの主教は代々、絶大な権力を持つ領主主教（主教でありながら領地の支配者をも兼ね、聖俗両界において権力を振るった）であり、19世紀半ばまでその権勢が衰えることはなかった。今日においてもその地位はイングランド国教会中第4位であり（カンタベリー大主教、ヨーク大主教、ロンドン教区主教に次ぐ）、そのため現在ではダラム州を示す表示物に「領主主教の土地」という添え書きがなされているものも多い。

## 歴史

### サクソン朝時代
ダラムの主教座の起源は、635年頃ノーサンブリア王オズワルドの命を受けて聖エイダンが創設したリンディスファーン司教座領である。 その地位は664年にヨークの司教の下に移管されて途絶えたが、678年にはカンタベリー大司教の手によって復活した。リンディスファーンの宗教共同体は多くの聖人を輩出したが、その中でも聖カスバート（とその伝説）はダラム大聖堂創建に決定的な役割を果たすことになる。

### 受難
875年、ヴァイキングによる襲撃を繰り返し受けたため、リンディスファーンの僧侶たちは島から逃れ、聖カスバートの聖遺品と共に各地を転々とした。リンディスファーン司教座は882年にチェスター・ル・ストリート（現ダラム州）に宗教共同体が設立された後、995年まではこの地にあったが、さらなるヴァイキングの襲来により、僧たちは聖遺品と共に再び逃れねばならなくなった。

### 中世
現存する大聖堂は、ダラムの初代領主司教であったウィリアム・オブ・セント・カリレフの下で初めて計画、建立された。1093年に建設が始まり、ウィリアムはこの計画の完成を見ず1135年に亡くなったが、計画は後継者であるラヌルフ・フランバードに引き継がれた。

### 20世紀
ダラム大聖堂は今もなお、イングランド国教会ダラム主教区ダラム主教座の地位にある教会である。
また、映画『ハリー・ポッター』シリーズの中でホグワーツ魔法魔術学校として登場する。映画の中ではこの有名な塔の一群の先端には尖塔がかぶせられ、ロケ地がダラム大聖堂であることが観客に分からないよう目立たなくされている。一方、大聖堂の内部は映画『エリザベス』（1998年）の撮影に使用された。

## 伝説
この地に伝わる伝説によると、このときの僧たちの放浪の際、茶褐色 (dun) の牝牛をさがしていた乳絞りの2人の少女に出会った。少女たちを先頭にして歩いていると、ウェア川が蛇行しているためそこに輪のような形に突き出した土地に、いつしか入っていた。このとき聖カスバートの棺をどうしても動かすことができなくなったので、「これは『新しい教会をこの地に建てるべし』という神のお告げである」と解釈されたのだという。この地が選ばれたことの現実に即した理由としては、一つは防御に大変適した地形であったこと、そして当時の司教アルドゥーンが代々のノーザンバーランド伯と強い姻戚関係を結んでいたことから、ここに共同体を作れば伯爵の庇護を受けられる、との思惑もあったものと思われる。

## 建築物としての大聖堂

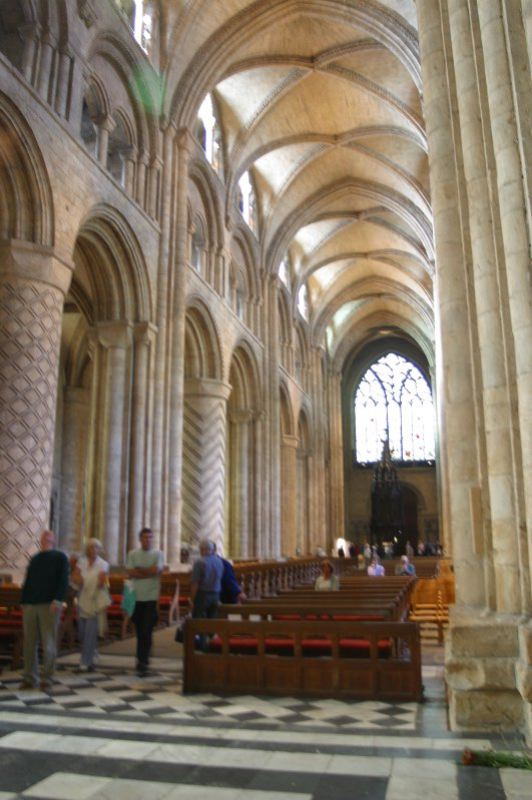
大聖堂内部の様子。天井にX印型のアーチが確認できる。

この大聖堂が注目に値するのは、建物下部への負担を軽くするために
1. 建物中央部（一般会衆席）の屋根に、梁を肋骨状に並べる方法でアーチ形を採用し、さらに×印型（＝直角）に交差するアーチ群を併用した。これらのアーチは比較的細身の角柱と太い円柱を交互に配列した柱の列によって支えられている。
2. 飛び梁(ばり)（高い外壁を支える弧形の梁）あるいは側壁との接合部分は、廊下の真上にあるトリフォリウム（＝アーケード）の中に隠されている

この2点にある。こうした造りは、ダラム大聖堂が12世紀後半にフランス北部で見られるようになるゴシック様式建築の先駆であることを示している。また、建設に際してノルマン人の石工が関与していたことは間違いないが、建物自体はロマネスク様式であると考えられている。交差型のアーチと肋骨状に梁を通したアーチ型屋根を巧みに利用したことで、それ以前よりもはるかに凝った、そして複雑な一階部分の設計が実現することになった。さらに外壁を支える技術の利用により、より高さのある建物の建設と、より大きな窓をその側壁面にとることも可能になった。

## 世界遺産

### 登録基準
この世界遺産は世界遺産登録基準のうち、以下の条件を満たし、登録された（以下の基準は世界遺産センター公表の登録基準からの翻訳、引用である）。
- (2) ある期間を通じてまたはある文化圏において、建築、技術、記念碑的芸術、都市計画、景観デザインの発展に関し、人類の価値の重要な交流を示すもの。
- (4) 人類の歴史上重要な時代を例証する建築様式、建築物群、技術の集積または景観の優れた例。
- (6) 顕著で普遍的な意義を有する出来事、現存する伝統、思想、信仰または芸術的、文学的作品と直接にまたは明白に関連するもの（この基準は他の基準と組み合わせて用いるのが望ましいと世界遺産委員会は考えている）。